# Hermann Wagner (Politiker)
Hermann Wagner (* 30. April 1855 in Calw; † 20. November 1941 ebenda) war Unternehmer und Mitglied des Deutschen Reichstags.

## Leben
Wagner besuchte die Realschule in Calw von 1864 bis 1869 und die Oberrealschule in Esslingen bis 1871. Von 1871 bis 1874 absolvierte er eine kaufmännische Lehre in Esslingen und von 1875 bis 1878 war er zur weiteren Ausbildung in Hamburg und Marseille. Dann war er im väterlichen Geschäft, Vereinigte Deckenfabriken Calw, Zoeppritz, Wagner & Co KG, welches er 1881 mit einem Bruder und Schwager übernahm. Die Firma bestand unter dem Namen Calwer Decken- und Tuchfabriken AG bis 1997.
Einjährig-Freiwilliger war er 1874–75 beim 3. Württembergischen Infanterie-Regiment Nr. 121. Er war auch Gemeinderat in Calw.
Von 1907 bis 1912 war er Mitglied des Deutschen Reichstags für den Wahlkreis Königreich Württemberg 8 Freudenstadt, Horb, Oberndorf, Sulz und die Deutsche Volkspartei.